# Incursión al puerto de Balboa
La incursión al puerto de Balboa fue un enfrentamiento entre unidades de las Fuerzas de Defensa de Panamá y unidades de la Brigada de Infantería 193d del Ejército de Estados Unidos, en el puerto de Balboa, el 20 de diciembre de 1989, en medio de la invasión de Estados Unidos a Panamá. La incursión se realizó como parte de las operaciones para asegurar el Puente de las Américas, el cual era muy importante para el abastecimiento de tropas de las Fuerzas de Defensa de Panamá en los combates que se libraban en la Ciudad de Panamá.